# Струнина, Ксения Александровна
Ксения Александровна Струнина (род. 3 ноября 1915; Благовещенск, Амурская область, РСФСР — 18 сентября 1980; Павлодар, Казахская ССР) — советская и казахская актриса театра. Народная артистка Казахской ССР (1965). награждена орденом «Трудового Красного Знамени».

## Биография
Ксения Александровна Струнина родилась в городе Благовещенск РСФСР.
В 1935 году окончила театральную студию при Амурском драмтеатре.
В 1935 по 1947 годы — работала в театрах Благовещенска, Каменск-Подольска и Усть-Каменогорска.
С 1947 года — актриса Павлодарского областного драматического театра им. А. П. Чехова, и всю жизнь работала в этом театре.
Сыграла  на сцене театра более 100 ролей: Кручинина и Катерина в пьесах А. Островского «Без вины виноватые» и «Гроза», Елена Андреевна - «Дядя Ваня» А. Чехова, Татьяна, Люба и Глафира в пьесах М. Горького «Мещане», «Егор Булычев и другие», «Последние», Джульетта и леди Капулетти в спектакле У. Шекспира «Ромео и Джульетта», Тисба - «Анжело» В. Гюго, Тоня - «Как закалялась сталь» Н. Островского, Татьяна - «Разлом» Б. Лавренева, Полина - «Мачеха» Оноре де Бальзака, Анна - «Крылья» А. Корнейчука, тётя Саша - «Так и будет» К. Симонова, Мирандолина - «Хозяйка  гостиницы» К. Гольдони и др.
На доме, где жила актриса, установлена мемориальная доска (1987 г., ул. Ак. Сатпаева, 73).  Её именем названа улица в Павлодаре (1991 г., район Лесозавода).

## Награды и звания
- 1960 — Заслуженная артистка Казахской ССР, за заслуги в искусстве советского и казахского театра.
- 1963 — Народная артистка Казахской ССР, за заслуги в развитии советского и казахского театрального искусства и за сценические образы.
- Награждена орденом «Трудового Красного Знамени» и несколькими медалями и др.